# Battaglia delle Forche Caudine
La battaglia delle Forche Caudine fu un importante avvenimento della seconda guerra sannitica, in cui i Sanniti di Gaio Ponzio sconfissero i Romani, imponendo loro poi l'umiliazione di passare sotto i gioghi. La società romana ne fu tanto scossa da ricordarlo per secoli come marchio negativo per la Repubblica, associandolo alla disfatta dell'Allia e poi alla battaglia di Canne. Secondo la versione che ne dà Tito Livio, si trattò di una resa, non di un vero scontro: i due eserciti non scesero alle armi perché i Romani si accorsero subito di non avere speranza di vittoria.

## Contesto storico
Alla fine della prima guerra sannitica, nel 341 a.C., i Sanniti avevano ottenuto la pace dai romani e si erano impegnati a rimanere neutrali nelle incessanti guerre e battaglie che opponevano la bellicosa Repubblica romana agli altrettanto bellicosi popoli vicini.
Nel 327 a.C. i Sanniti ruppero i trattati appoggiando i Palepolitani; dopo una serie di sfortunate battaglie, nel 322 a.C. furono sconfitti da Roma e dovettero accettare condizioni umilianti: la consegna di Brutulo Papio come istigatore dell'insurrezione, di tutte le sue ricchezze (di Brutulo, suicidatosi, fu poi consegnata la salma) e la restituzione dei prigionieri. I Sanniti speravano inoltre di poter riottenere lo status di alleati ma Roma, non fidandosi, non concesse l'alleanza.
Nel 321 a.C. la situazione cambiò drasticamente. A Roma furono eletti consoli Tiberio Veturio Calvino e Spurio Postumio Albino Caudino. I Sanniti fecero loro comandante Gaio Ponzio.
Questi, a quanto ci narra Livio, era:
(Tito Livio, Ab Urbe condita libri, IX, 1)
I Sanniti avevano inviato i loro ambasciatori, col corpo di Brutulo, per trattare le condizioni di riparazione; ma Roma non aveva accettato di concludere la pace. Ponzio allora tenne un infiammato discorso per ravvivare gli spiriti del suo popolo. Livio riporta il testo del presunto discorso,
(Tito Livio, Ab Urbe condita libri, IX, 1)

## Gli eventi della battaglia

### La topografia di Livio
La documentazione storica non riporta l'indicazione precisa della sede dell'evento. Il problema consiste, essenzialmente, nel capire a che luogo si riferiscano le parole di Tito Livio nel volume IX degli Ab Urbe condita libri, che raccontano la disfatta romana: questa è l'unica fonte primaria che dia qualche informazione topografica. Un primo punto su cui non c'è accordo fra gli studiosi è quanto sia affidabile la descrizione che Livio dà, sia del luogo che dei dettagli dell'evento. Non viene escluso, infatti, che la sua narrazione si distacchi dalla realtà dei fatti per intenti propagandistici o letterari; o semplicemente perché, non avendo dati a sufficienza, Livio diede una descrizione stereotipata.
In breve, i Sanniti si erano accampati in prossimità di Caudium, ed avevano fatto giungere voce ai soldati romani dalle parti di Calatia che si stessero preparando ad attaccare Luceria, alleata romana. I Romani decisero quindi di andare a soccorrerla.
(Tito Livio, Ab Urbe condita libri, IX, 2)
A partire dal XV secolo, un grande numero di studiosi di antichità si è cimentato nell'identificazione del luogo. A questi, in tempi più recenti, si sono aggiunti pareri delle popolazioni locali, affetti generalmente da una certa dose di campanilismo.
L'opinione più ampiamente accettata attualmente è di fatto quella che è stata avanzata per prima, cioè che il luogo delle Forche Caudine sia una valle fra i comuni di Arienzo ed Arpaia attraversata dalla via Appia; in particolare la seconda gola, che i Romani intendevano attraversare per uscire da essa, sarebbe l'attuale stretta di Arpaia. Tuttavia vi sono pareri contrari a questa ipotesi, che propongono altre ricostruzioni dell'evento piuttosto dettagliate. Pur con queste incertezze, gli studiosi in genere hanno considerato luoghi che siano, almeno approssimativamente, corrispondenti alla versione di Livio, ubicati non lontano da Caudium provenendo da Calatia. Nei secoli successivi all'evento, sotto la dominazione romana, le città erano entrambe toccate dalla via Appia: Caudium si trovava ai piedi dell'attuale Montesarchio, mentre Calatia era situata fra Maddaloni e San Nicola la Strada. Altre opinioni, più recenti delle altre, sono meno restrittive sulla vicinanza a Caudium.

### La trappola

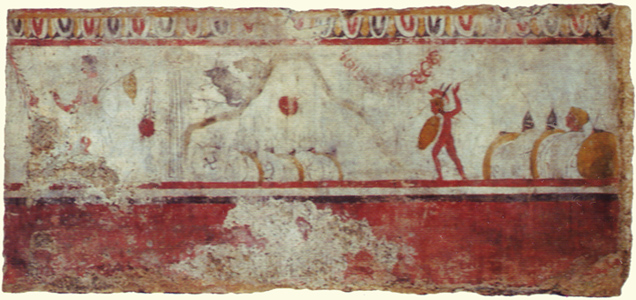
Un dipinto di età romana sulla battaglia.

Nelle more delle trattative di pace, l'esercito romano era ancora stanziato nel Sannio, vicino a Calatia. Gaio Ponzio spostò il suo esercito e lo fece accampare presso Caudio in tutta segretezza. Da lì mandò una decina di soldati, travestiti da pastori, con l'ordine di cercare di farsi catturare dai romani che stavano predando il territorio per raccontare ai nemici che l'esercito sannita stava assediando Luceria in Apulia. Luceria era una città alleata di Roma, e Roma doveva aiutare i buoni e fedeli alleati a difendersi.
Per arrivare a Luceria i consoli avevano due possibilità: una strada più aperta e sicura ma più lunga che costeggiava i fiumi e una più breve che doveva attraversare le strettoie di Caudio. Dove siano Caudio e queste strettoie non è ben definito; evidentemente come accadde con Alesia per i Galli, la localizzazione di Caudio è stata rimossa dai romani. Però Livio ci descrive il luogo dove le legioni romane furono intrappolate:
(Tito Livio, Ab Urbe condita libri, IX, 2)
Con ogni probabilità per risparmiare tempo e portare aiuto agli alleati, i consoli romani si incamminarono e fecero incamminare le loro legioni fra quelle strettoie. Però, a quanto pare, non si preoccuparono di mandare qualcuno in avanscoperta. Così i romani scoprirono gli sbarramenti dei Sanniti e notarono i nemici sulle alture circostanti quando giunsero alla seconda gola.
(Tito Livio, Ab Urbe condita libri, IX, 2)
Le legioni romane cercarono di ritornare per la via da cui erano giunte, ma trovarono la prima gola chiusa con uno sbarramento uguale a quello dell'altra. 
Questo è uno dei tanti momenti in cui Livio smette di essere "storico" e diventa "narratore".
(Tito Livio, Ab Urbe condita libri, IX, 2)
Poco scientifico, secondo i canoni moderni, ma Livio ci fa quasi vedere i soldati e gli ufficiali fermi, silenziosi, che gettano attorno sguardi smarriti.
L'abitudine alla disciplina dell'esercito romano cominciò a farsi valere. Furono alzate le tende dei consoli, come da regolamento si iniziò a costruire il vallo vicino all'acqua e a scavare il terrapieno, anche se i nemici irridevano i Romani dall'alto e se loro stessi si rendevano conto della situazione disperata.
Scese la notte e passò fra conciliaboli e piani di evasione sempre ritenuti di impossibile attuazione. Anche i Sanniti, però, erano indecisi su come comportarsi. Bisognava decidere cosa farne. Il comandante dei Sanniti si rivolse al padre.

### Erennio

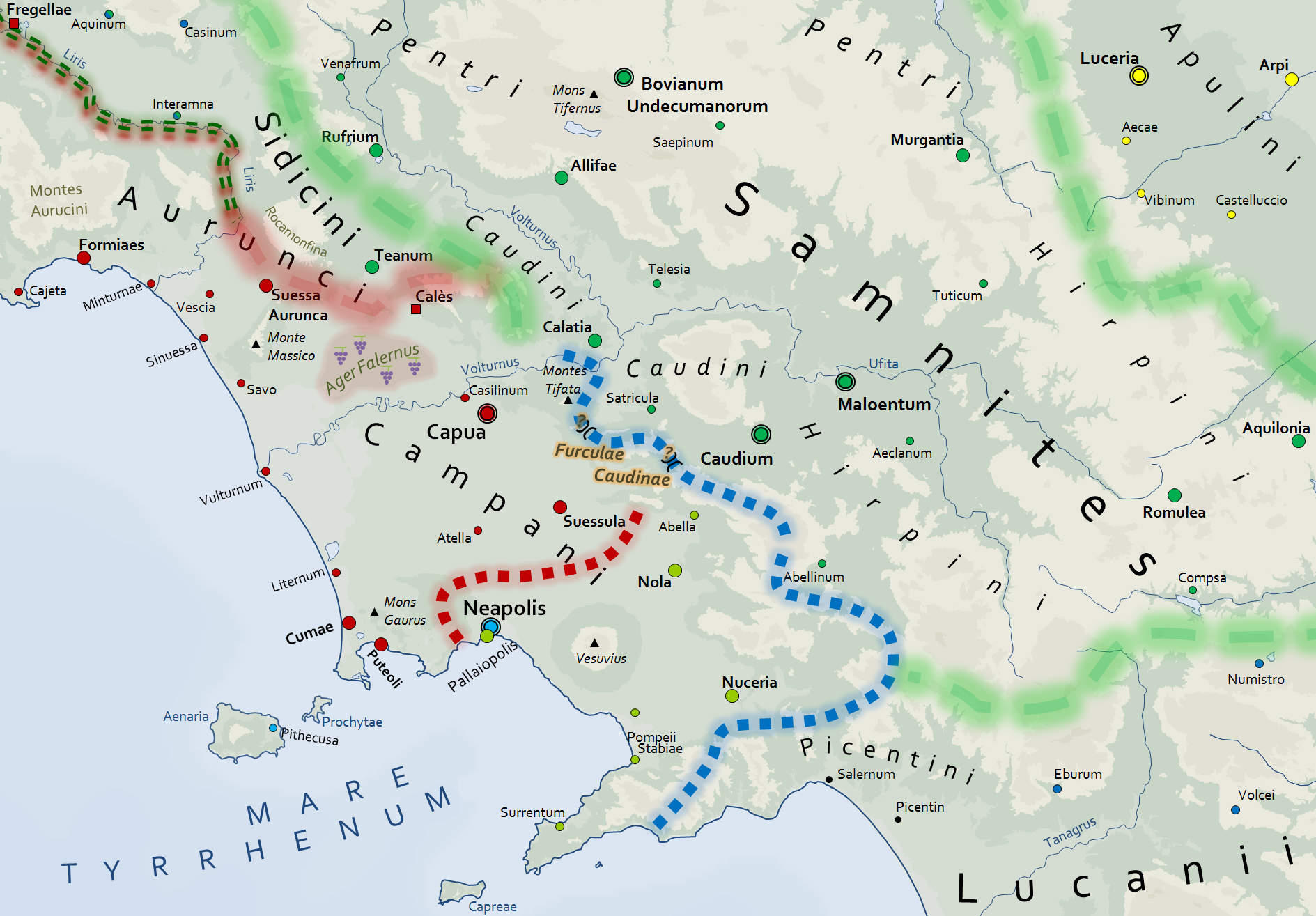
Mappa di dove avvenne lo scontro delle Forche Caudine

Erennio Ponzio, per la sua età e per l'indebolimento del corpo, si era ritirato non solo dall'uso delle armi ma anche dalla politica. Ma conservava una mente lucida e in pieno vigore. Il figlio mandò un messaggero per chiedere al padre cosa fare delle catturate legioni. L'anziano sannita come risposta consigliò di lasciar andare i romani senza torcere loro un capello.
La risposta non fu gradita dall'esercito sannita che rimandò il messaggero per avere qualche altra indicazione. La seconda risposta di Erennio fu di uccidere tutti i romani, dal primo all'ultimo.
Questo stile ambiguo, quasi da oracolo, stupì Gaio Ponzio che temendo una caduta mentale dell'anziano genitore lo fece portare in Consiglio con un carro. Giunto che fu, Erennio si limitò a spiegare il senso delle sue risposte: se i soldati fossero stati lasciati andare, si sarebbe potuto contare sulla gratitudine di Roma; se l'esercito romano fosse stato distrutto, Roma non avrebbe potuto riarmarsi in breve tempo e i Sanniti avrebbero potuto vincerla definitivamente. Non esisteva una terza soluzione. Dice Livio: "tertium nullum consilium esse". E pone in bocca all'anziano nobile sannita parole "profetiche":
(Tito Livio, Ab Urbe condita libri, IX, 3)
Le proposte di Erennio non furono accettate.

### La resa

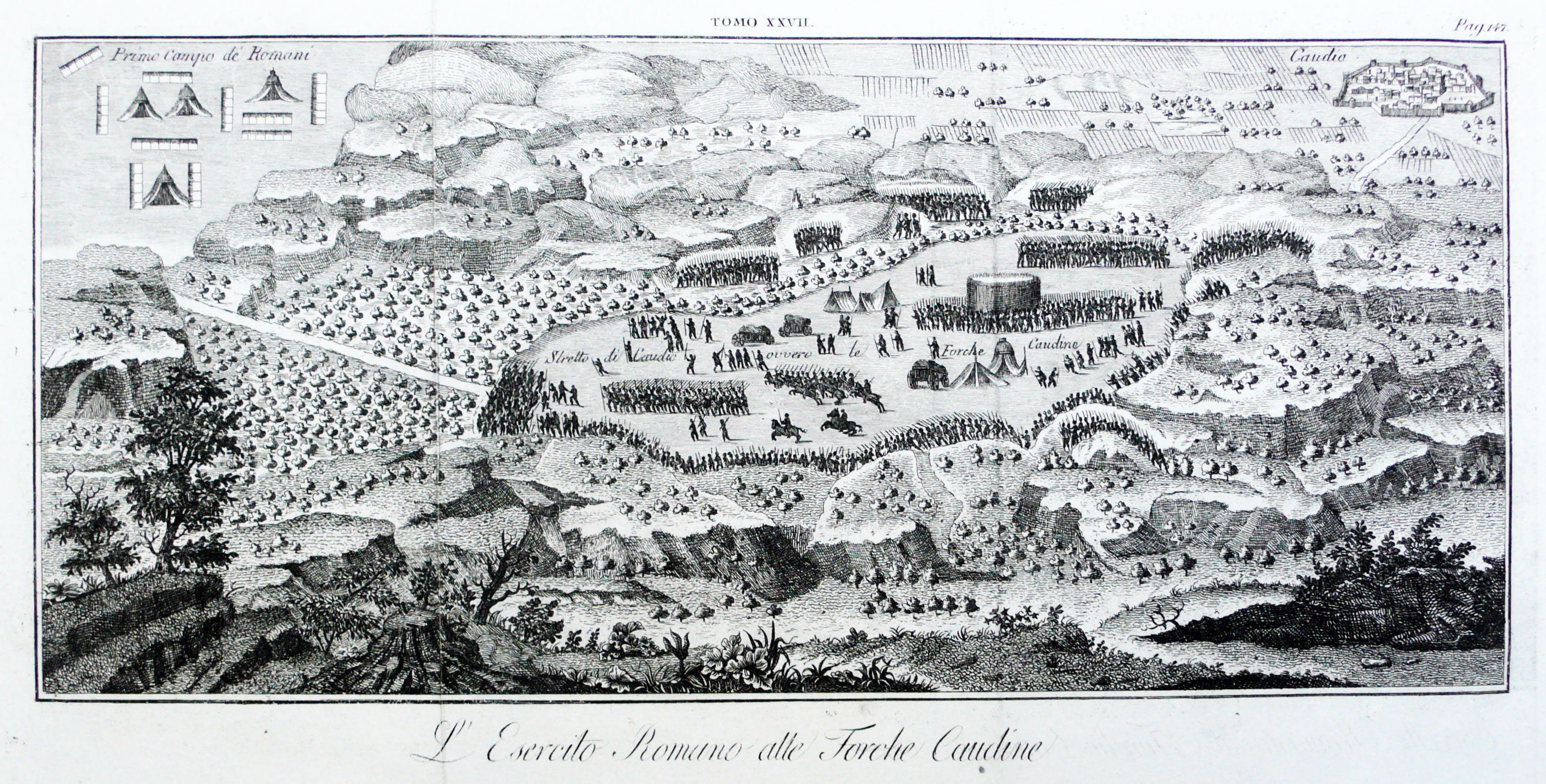
Tratto da un'acquaforte originale del '700

I consoli romani, atteso che non avevano altra via d'uscita, mandarono dei legati per chiedere una pace equa o che i Sanniti si schierassero per la battaglia, ma ovviamente Gaio Ponzio non accettò e pose le sue condizioni:
(Tito Livio, Ab Urbe condita libri, IX, 4)
Lucio Lentulo, figlio del difensore del Campidoglio assalito da Brenno e i suoi Galli e legato di grande valore bellico, avendo già dimostrato di non avere paura, poteva parlare apertamente di resa. Lo fece. In una sorta di assemblea informale si alzò per consigliare la resa, razionalizzandola come difesa della patria che altrimenti, perso l'esercito, ne sarebbe rimasta priva. Contrariamente a quanto era accaduto ai tempi del padre, non c'era un esercito romano fuggito a Veio e pronto a ritornare alla riscossa con Furio Camillo.
I consoli si recarono da Ponzio per discutere la resa. Ponzio voleva gettare le basi di un vero e proprio trattato ma i consoli replicarono che non era possibile; la cosa doveva essere decisa dal popolo romano e confermata dai Feziali con gli opportuni riti. Fu quindi fissata la data della consegna delle armi, degli ostaggi e del rilascio dell'inerme esercito romano.
Alla fine giunse il momento dell'ignominia.
(Tito Livio, Ab Urbe condita libri, IX, 5-6)
L'episodio è ricordato anche da Niccolò Machiavelli nei Discorsi sopra la prima deca di Tito Livio:

## Conseguenze
L'esercito romano si diresse verso l'alleata Capua senza osare entrare in città. I capuani uscirono per portare soccorso in cibo, vestiti, armi e perfino i simboli del potere per i consoli, ma i Romani sembravano abulici e concentrati nel dolore e nella vergogna.
A Roma, alla notizia del disastro, si abbandonò l'idea di una nuova leva e si ebbero spontanee manifestazioni di lutto: furono chiuse botteghe e sospese le attività del Foro. I senatori tolsero il laticlavio e gli anelli d'oro. Addirittura ci furono proposte di non accogliere gli sconfitti in città. Questo non accadde ma i soldati, gli ufficiali e i consoli si chiusero in casa, tanto che il Senato dovette nominare un dittatore per l'esercizio delle attività politiche.
Il popolo però non accettò la magistratura e si dovettero eleggere due interreges: Quinto Fabio Massimo e poi Marco Valerio Corvo, che proclamò consoli Quinto Publilio Filone e Lucio Papirio Cursore, i migliori comandanti militari disponibili.